# Halywůd
Halywůd je deváté studiové album české hudební skupiny Kryštof, vydané roku 2021 společností Universal Music s.r.o. Podle žebříčku hitparády IFPI jsou nejhranějšími skladbami v českém a moravském rozhlasovém éteru skladby: "Co bude pak", "Hned teď (pojď být světlometem)", "Halywůd", "Do nebe se propadám" a "Hvězdáři". Poslední skladba "Vánoční" byla uvedena v rádiích v roce 2020, rok po smrti zpěváka Karla Gotta.

## Seznam skladeb
| Pořadí | Název                           | Autor          | Délka |
| ------ | ------------------------------- | -------------- | ----- |
| 1.     | Halywůd                         | Richard Krajčo | 4:11  |
| 2.     | Co bude pak                     | Richard Krajčo | 4:10  |
| 3.     | Hvězdáři (ft. Sima Martausová)  | Richard Krajčo | 4:02  |
| 4.     | Hned teď (pojď být světlometem) | Richard Krajčo | 3:48  |
| 5.     | Vohul basy                      | Richard Krajčo | 4:35  |
| 6.     | Chci žít                        | Richard Krajčo | 4:19  |
| 7.     | Do nebe se propadám             | Richard Krajčo | 3:57  |
| 8.     | Milan Baroš                     | Richard Krajčo | 3:21  |
| 9.     | Koupím celý vesmír              | Richard Krajčo | 3:43  |
| 10.    | Šampioni                        | Richard Krajčo | 4:01  |
| 11.    | Vánoční (ft. Karel Gott)        | Richard Krajčo | 5:35  |

## Hudební aranžmá
Autorem všech skladeb na albu je Richard Krajčo
1. Halywůd
2. Co bude pak
3. Hvězdáři (ft. Sima Martausová)
4. Hned teď (pojď být světlometem)
5. Vohul basy
6. Chci žít
7. Do nebe se propadám
8. Milan Baroš
9. Koupím celý vesmír
10. Šampioni
11. Vánoční (ft. Karel Gott)